# Anton Diffring
Anton Diffring (Koblenz, 20 oktober 1916 – Châteauneuf-Grasse, 19 mei 1989) was een Duits acteur.
Regisseurs deden regelmatig een beroep op hem om Duitse (hogere) nazi-officieren zoals Reinhard Heydrich, Alexander Löhr, Joachim von Ribbentrop, Wilhelm Canaris en andere hatelijke (fictieve) Duitse militairen te belichamen.

## Leven en werk

### Afkomst, opleiding en debuut
Diffring werd als Alfred Pollack geboren in Koblenz. Zijn vader was een Joods winkelier. Diffring volgde toneellessen in Berlijn en in Wenen. Hij verliet Duitsland om aan de nazi's te ontsnappen, niet alleen omdat hij Joods was maar ook omdat hij homoseksueel was. Hij vestigde zich in het Verenigd Koninkrijk voor het uitbreken van de Tweede Wereldoorlog. In 1940 was hij in een niet- gecrediteerde bijrol als een U-bootofficier te zien in de Tweede Wereldoorlogsfilm Convoy over het leven aan boord van een Royal Navy kruiser die konvooien moet beschermen tussen de Verenigde Staten en het Verenigd Koninkrijk. Hij vertolkte nog een niet-gecrediteerd bijrolletje als matroos maar zijn filmcarrière kwam pas tien jaar later van de grond, in 1950.

### Typecasting als nazi in Britse films
De ontsnappingsfilm Albert R.N. (1953) was de eerste oorlogsfilm waarin Driffing in de huid van een nazi kroop: een onbetrouwbare weerzinwekkende Hauptmann in een krijgsgevangenenkamp voor officieren.
Tijdens de jaren vijftig was de Britse filmindustrie gebrand op het verwezenlijken van Tweede Wereldoorlogsfilms. Diffring's blond haar, zijn streng en star gelaat, zijn minachtende mond, zijn staalblauwe ogen, zijn ijskoude blik en zijn gebeitelde, aristocratische trekken zorgden ervoor dat hij gecast werd als een sinistere verraderlijke officier, in het voormelde Albert R.N. en in vele andere oorlogsfilms zoals Betrayed (1954), The Sea Shall Not Have Them (1954), The Colditz Story (1955, als vals grijnzende luitenant-kampbewaker), The Black Tent (1956), Reach for the Sky (1956, als de officier die de Britse gevechtspiloot Douglas Bader gevangen nam) en Seven Thunders (1957). Ook de volgende decennia bleven cineasten Diffring typecasten als nazi in onder meer Incident at Midnight (1963, als oorlogsmisdadiger-dokter die een nieuwe identiteit heeft aangenomen), Operation Crossbow (1965), The Heroes of Telemark (1965), Where Eagles Dare (1968), Counterpoint (1968), The Day the Clown Cried (1972), The Battle of Sutjeska (1973) en Operation Daybreak (1975, waarin hij een brutale ijzingwekkende Reinhard Heydrich neerzette).
Ook voor zijn televisiewerk bleef typecasting hem achtervolgen: In 1983 gaf Diffring gestalte aan Hitlers minister van Buitenlandse zaken Joachim von Ribbentrop in de serie The Winds of War. In 1985 portretteerde hij Wilhelm Canaris in de serie Jane Horney. In The Masks of Death (1984), een Sherlock Holmes-mysteryfilm, vertolkte hij een Duitse graaf-diplomaat naast onder meer Peter Cushing en John Mills.
Tegen zijn imago in gaf hij gestalte aan een Poolse parachutist in The Red Beret (1953) en zelfs aan een Engelse SAS- kapitein in Uccidete Rommel (1969).
Diffring beperkte zich niet tot de Tweede Wereldoorlog: in de tijdens de Eerste Wereldoorlog gesitueerde oorlogsfilms The Blue Max (1966) en Zeppelin (1971) vertolkte hij eveneens Duitse officieren.

### Europese carrière
In 1968 vestigde Diffring zich op het vasteland, eerst in Italië, later in Frankrijk. Vanaf dan speelde hij in Europese films (Frans, Duits, Italiaans ...), niet zelden in internationale coproducties. Hij vertolkte af en toe nog een nazi maar hij was meer en meer te zien in misdaadfilms, drama's, thrillers en spionagefilms, genres die tijdens zijn Britse periode ook al aan bod kwamen. Hij leende zijn talent ook aan exploitatiefilms (onder meer horror, soft porno, giallo), met veelzeggende titels als Hexen geschändet und zu Tode gequält (1973), Liebesbriefe einer portugiesischen Nonne (1977) en Los depredadores de la noche (1988), allebei van de Spaanse veelfilmer Jesús Franco.
Truffauts sciencefictiondrama Fahrenheit 451 (1966) en Michael Kohlhaas (Volker Schlöndorff, 1969) waren belangrijke films uit die periode.

### Horrorfilms
Diffring werd dus meermaals gevraagd voor horrorfilms, dikwijls voor de rol van een dokter. Vermeldenswaardig waren The Man Who Could Cheat Death (1959), Circus of Horrors (1960) en The Beast Must Die (1974). Daarnaast was hij te zien in het giallogenre, onder meer in L'iguana dalla lingua di fuoco (1971) en La morte negli occhi del gatto (1973). Hij nam eveneens de titelrol van de televisieserie Tales of Frankenstein (1958) voor zijn rekening. Wegens ontgoochelende kijkcijfers bleef het bij de pilootaflevering.
Diffring overleed in 1989 op 73-jarige leeftijd aan kanker.

## Filmografie (ruime selectie)
- 1940 - Convoy (Pen Tennyson)
- 1940 - Neutral Port (Marcel Varnel)
- 1950 - Highly Dangerous (Roy Ward Baker)
- 1951 - Hotel Sahara (Ken Annakin)
- 1952 - Song of Paris (John Guillermin)
- 1953 - The Red Beret (Terence Young)
- 1953 - Never Let Me Go (Delmer Daves)
- 1953 - Albert R.N. (Lewis Gilbert)
- 1953 - Operation Diplomat (John Guillermin)
- 1954 - Betrayed (Gottfried Reinhardt)
- 1954 - The Sea Shall Not Have Them (Lewis Gilbert)
- 1955 - The Colditz Story (Guy Hamilton)
- 1955 - I Am a Camera (Henry Cornelius)
- 1956 - Doublecross (Anthony Squire)
- 1956 - The Black Tent (Brian Desmond Hurst)
- 1956 - Reach for the Sky (Lewis Gilbert)
- 1956 - House of Secrets (Guy Green)
- 1957 - Mark of the Phoenix
- 1957 - Seven Thunders (Hugo Fregonese)
- 1959 - The Man Who Could Cheat Death (Terence Fisher)
- 1960 - Circus of Horrors (Sidney Hayers)
- 1961 - Enter Inspector Duval (Max Varnel)
- 1963 - Incident at Midnight (Norman Harrison)
- 1963 - Ricochet
- 1964 - Vorsicht Mister Dodd
- 1964 - Lana - Königin der Amazonen
- 1965 - Schusse im 3/4 Takt
- 1965 - Geld, Geld, Geld - 2 Milliarden gegen die Bank von England (televisie)
- 1965 - Operation Crossbow (Michael Anderson)
- 1965 - The Heroes of Telemark (Anthony Mann)
- 1966 - The Blue Max (John Guillermin)
- 1966 - Fahrenheit 451 (François Truffaut)
- 1967 - The Double Man (Franklin J. Schaffner)
- 1968 - Counterpoint (Ralph Nelson)
- 1968 - Where Eagles Dare (Brian G. Hutton)
- 1969 - Michael Kohlhaas (Man on Horseback) (Volker Schlöndorff)
- 1969 - Uccidete Rommel (Alfonso Brescia)
- 1969 - Michael Kohlhaas - der Rebell
- 1970 - Der Kommissar - Tödlicher Irrtum (televisieserie)
- 1970 - Call him Mr Shatter
- 1971 - Zeppelin (Étienne Périer)
- 1971 - L'iguana dalla lingua di fuoco (The Iguana with the Tongue of Fire) (Riccardo Freda)
- 1972 - Der Stoff aus dem die Träume sind
- 1972 - Sutjeska
- 1972 - The Day the Clown Cried (Jerry Lewis)
- 1973 - Hexen geschändet und zu Tode gequält (Mark of the Devil Part II) (Adrian Hoven)
- 1973 - Little Mother
- 1973 - La morte negli occhi del gatto (Seven Deaths in the Cat's Eye) (Antonio Margheriti)
- 1973 - The Battle of Sutjeska (Stipe Delić)
- 1973 - Tony Arzenta (Big Guns) (Duccio Tessari)
- 1973 - Dead Pigeon on Beethoven Street (Samuel Fuller) (aflevering van krimiserie Tatort)
- 1974 - Thriller: Kiss me and Die (televisieserie, aflevering 13, geen Duitse synchronisatie)
- 1974 - Shatter (Michael Carreras en Monte Hellman)
- 1974 - The Beast Must Die (Paul Annett)
- 1974 - Borsalino & Co. (Jacques Deray)
- 1974 - Die Antwort kennt nur der Wind (Alfred Vohrer)
- 1974 - Motiv Liebe - Adieu Claude
- 1974 - Graf Yoster gibt sich die Ehre - Briefe aus dem Dunkel (televisieserie)
- 1974 - Die Überquerung des Niagara-Falls (televisie)
- 1975 - Operation Daybreak (Lewis Gilbert)
- 1976 - Potato Fritz (Peter Schamoni)
- 1976 - The Swiss Conspiracy (Jack Arnold)
- 1976 - Liebesbriefe einer portugiesischen Nonne
- 1976 - Per Saldo Mord
- 1977 - Liebesbriefe einer portugiesischen Nonne (Jesús Franco)
- 1977 - Vanessa (Hubert Frank)
- 1977 - L'Imprécateur (Jean-Louis Bertuccelli)
- 1977 - Valentino (Ken Russell)
- 1977 - Waldrausch
- 1978 - Les Indiens sont encore loin (Patricia Moraz)
- 1978 - Son of Hitler (Rod Amateau)
- 1978 - Das Einhorn (Peter Patzak)
- 1978 - Io sono mia (Sofia Scandurra)
- 1978 - Plutonium
- 1979 - Flambards (televisieserie, 5 afleveringen)
- 1980 - Der Alte - Morddrohung (televisieserie)
- 1980 - Tusk (Alejandro Jodorowsky)
- 1981 - Derrick - Am Abgrund (televisieserie)
- 1981 - Escape to Victory (John Huston)
- 1982 - Der Feuersturm (televisieserie, 5 afleveringen)
- 1983 - S.A.S. San Salvador (Raoul Coutard)
- 1983 - Der Schnuffler
- 1984 - Weltuntergang
- 1984 - Der Besuch (televisie)
- 1985 - Marie Ward - Zwischen Galgen und Glorie
- 1985 - Operation Dead End
- 1986 - Der Sommer des Samurai
- 1986 - Wahnfried: Richard und Cosima (Peter Patzak)
- 1987 - Derrick - Nachtstreife  (televisieserie)
- 1988 - Los depredadores de la noche (Les Prédateurs de la nuit) (Jesús Franco)
- 1988 - Dr. Who (televisieserie, 3 afleveringen)
- 1988 - Anna - Der Film

- Biblioteca Nacional de España: XX1251853
- Bibliothèque nationale de France: cb138932828 (data)
- Gemeinsame Normdatei: 130586293
- International Standard Name Identifier: 0000 0001 1833 7566
- Library of Congress Control Number: no2004009365
- MusicBrainz: ea3d8cf5-b722-48f2-8531-e7391c74d412
- Nationale Bibliotheek van Tsjechië: xx0152713
- Nationale Bibliotheek van Israël: 987007447412205171
- Système universitaire de documentation: 197622070
- Virtual International Authority File: 100241127
- WorldCat: E39PBJyWPtVTmPc8rMbKMTbcfq